# Kreis Schrimm

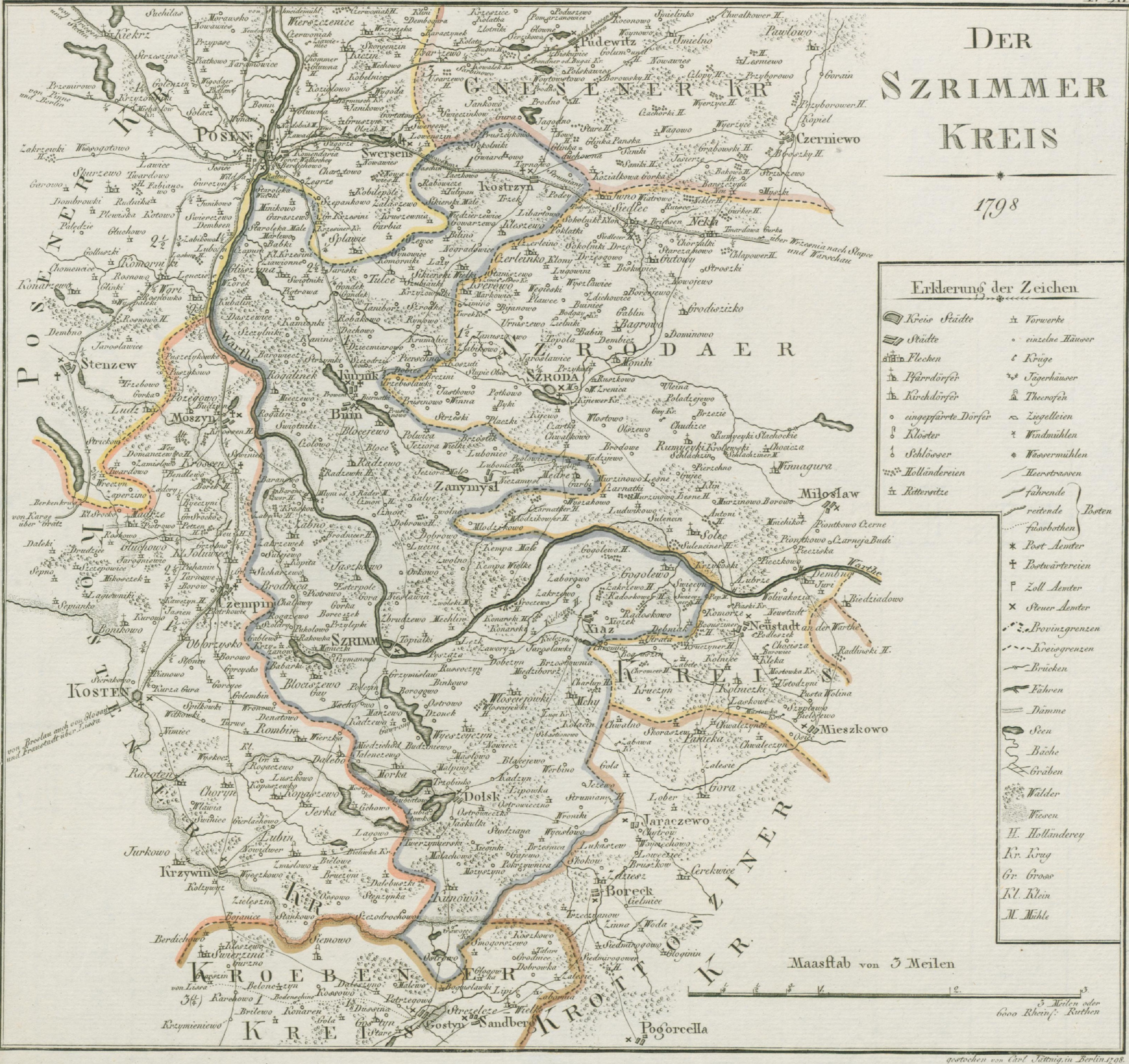
Der Kreis Schrimm in Südpreußen

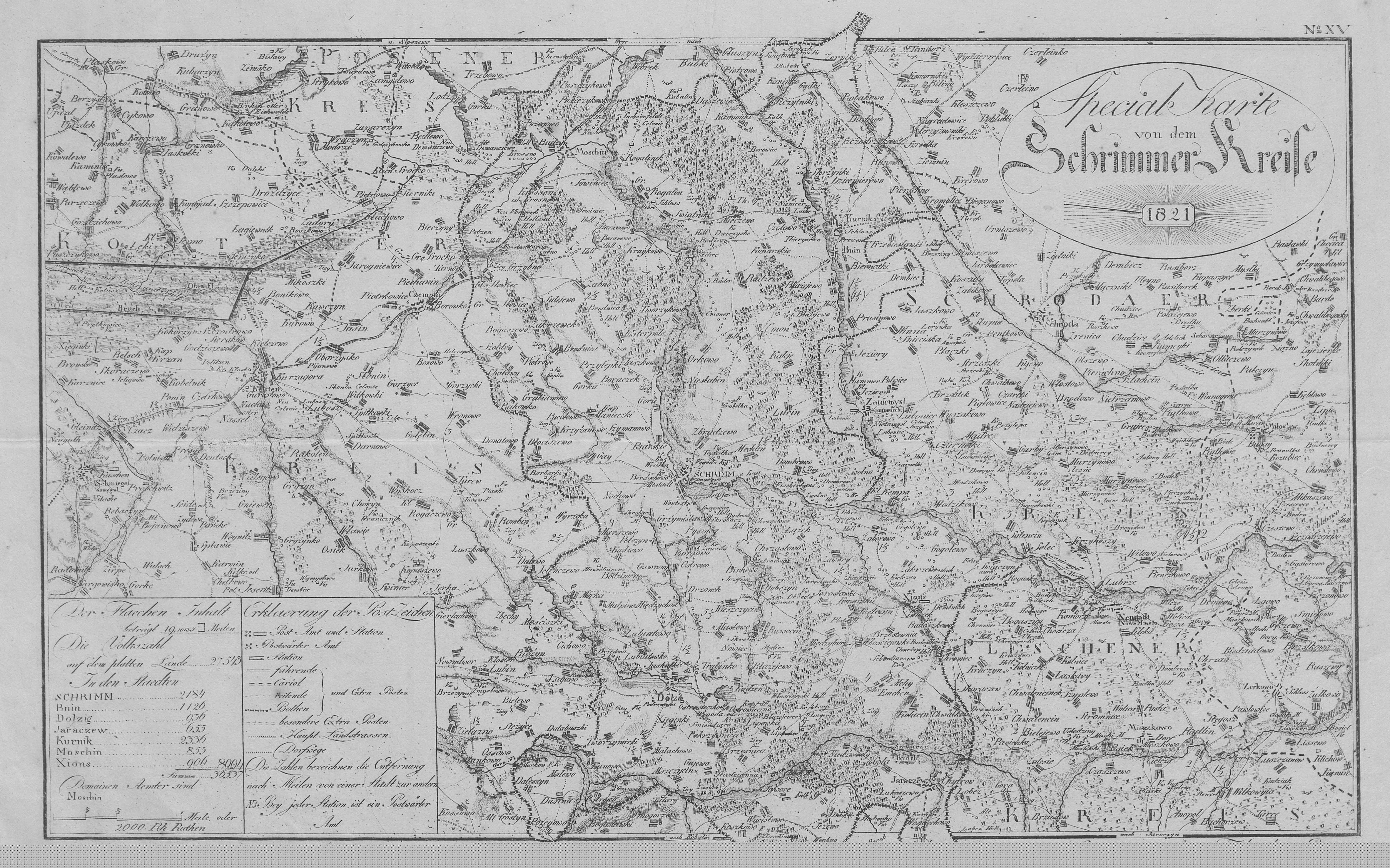
Der Kreis Schrimm in den Grenzen von 1818 bis 1887

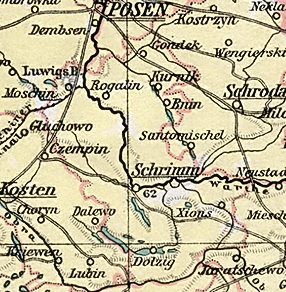
Der Kreis Schrimm in den Grenzen von 1887 bis 1919

Der Kreis Schrimm war ein von 1793 bis 1807 in der preußischen Provinz Südpreußen und von 1815 bis 1919 in der preußischen Provinz Posen bestehender Kreis. Das ehemalige Kreisgebiet gehört heute im Wesentlichen zum Powiat Śremski in der polnischen Woiwodschaft Großpolen.
Der Landkreis Schrimm war außerdem während des Zweiten Weltkrieges eine deutsche Verwaltungseinheit im besetzten Polen (1939–1945).

## Ausdehnung
Der Kreis Schrimm hatte zuletzt eine Fläche von 928 km².

## Geschichte
Das Gebiet um die großpolnische Stadt  Schrimm gehörte nach der Zweiten Teilung Polens von 1793 bis 1807 zum Kreis Schrimm in der preußischen Provinz Südpreußen. Durch den Frieden von Tilsit kam das Gebiet 1807 zum Herzogtum Warschau. Nach dem Wiener Kongress fiel es am 15. Mai 1815 erneut an das Königreich Preußen und wurde Teil des Regierungsbezirks Posen der Provinz Posen.
Bei den preußischen Verwaltungsreformen wurde zum 1. Januar 1818 im Regierungsbezirk Posen eine Kreisreform durchgeführt, bei der der Kreis Schrimm neu abgegrenzt wurde. Neu zum Kreis kamen vom Kreis Kosten das Gebiet um die Stadt Moschin und vom Kreis Krotoschin das Gebiet um die Stadt Jaratsechwo. Im Gegenzug gab der Kreis das Gebiet um die Städte Kostschin und Santomischel an den Kreis Schroda ab. Kreisstadt und Sitz des Landratsamtes war die Stadt Schrimm.
Als Teil der Provinz Posen wurde der Kreis am 18. Januar 1871 Teil des neu gegründeten Deutschen Reichs, wogegen die polnischen Abgeordneten im neuen Reichstag am 1. April 1871 protestierten.
Am 1. Oktober 1887 gab der Kreis Gebietsteile an zwei neugebildete Nachbarkreise ab:
- an den neuen Kreis Jarotschin die Stadt Jaratschewo, die Landgemeinden und Gutsbezirke Chytrowo, Gola, Lowencice und Wojciechowo sowie die Gutsbezirke Lukaszewo und Niedzwiady,
- an den neuen Kreis Gostyn die Landgemeinden Jawory, Strumiany und Wycislowo, die Landgemeinden und Gutsbezirke Daleschin, Dusin, Koszkowo und Ostrowo sowie den Gutsbezirk Jezewo.

Am 27. Dezember 1918 begann in der Provinz Posen der Großpolnische Aufstand der polnischen Bevölkerungsmehrheit gegen die deutsche Herrschaft, und im Januar 1919 war das Kreisgebiet unter polnischer Kontrolle. Am 16. Februar 1919 beendete ein Waffenstillstand die polnisch-deutschen Kämpfe, und am 28. Juni 1919 trat die deutsche Regierung mit der Unterzeichnung des Versailler Vertrags den Kreis Schrimm auch offiziell an die neu gegründete Republik Polen ab.

## Einwohnerentwicklung
| Jahr | Einwohner | Quelle |
| ---- | --------- | ------ |
| 1818 | 44.949    | [ 4 ]  |
| 1846 | 51.280    | [ 5 ]  |
| 1871 | 57.667    | [ 6 ]  |
|      |           |        |
| 1890 | 52.790    |        |
| 1900 | 53.420    | [ 1 ]  |
| 1910 | 57.583    | [ 1 ]  |

Von den Einwohnern des Kreises waren 1890 etwa 80 % Polen, 18 % Deutsche und 2 % Juden. Die Mehrzahl der deutschen Einwohner verließ nach 1919 das Gebiet.

## Politik

### Landräte
- 1793–179500Carl von Tayler[7]
- 1795–180600Samuel Gottlieb von Sydow[8]
- 1818–182400von Zoltowski
- 1824–183100von Zawadzki
- 1831–184400von Nosarzewski
- 1844–184800Karl von Bornstedt
- 1853–187100Funck
- 1871–188200Friedrich Böhm
- 1882–189200Ludwig Burchardt (1853–1892)
- 1893–189800Richard Spendelin (1859–1898)
- 1898–191800Martin Kirchhoff (1860–1929)

### Wahlen
Der Kreis Schrimm bildete zusammen mit dem Kreis Schroda den Reichstagswahlkreis Posen 7. Der Wahlkreis wurde bei allen Reichstagswahlen zwischen 1871 und 1912 von den Kandidaten der Polnischen Fraktion gewonnen:
- 187100Napoleon Xaver von Mankowski
- 187400Eustachius von Rogalinski
- 187700Roman von Komierowski
- 187800Roman von Komierowski
- 188100Roman von Komierowski
- 188400Ludwig Edler von Graeve
- 188700Ludwig Edler von Graeve
- 189000Ludwig Edler von Graeve
- 189300Karl Kubicki
- 189800Josef von Glebocki
- 190300Josef von Glebocki
- 190700Alfred von Chlapowo Chlapowski (77,6 % der Wählerstimmen im Wahlkreis Schrimm-Schroda)[9]
- 191200Felicyan von Niegolewski (78 % der Wählerstimmen im Wahlkreis Schrimm-Schroda)[9]

## Kommunale Gliederung
Zum Kreis Schrimm  gehörten die Städte Schrimm, Bnin, Dolzig, Kurnik, Moschin, Xions und bis 1887 Jaratschewo. Die (Stand 1908) 127 Landgemeinden und 67 Gutsbezirke waren anfangs in (kleineren) Woytbezirken (polnisch „wójt“ = deutsch „Vogt“) und später in größeren Polizeidistrikten zusammengefasst.

## Gemeinden
Am Anfang des 20. Jahrhunderts gehörten die folgenden Gemeinden zum Kreis:
| - Alt Puszczykowo - Baranowo - Baranowo Hauland - Biernatki - Binkowo - Blazejewo bei Bnin - Blazejewo bei Dolzig - Blociszewo - Bnin, Stadt - Bodzyniewo - Borek Hauland - Borgowo - Brodnica - Brodnica Hauland - Brzustownia - Budzyn - Bystrzek Hauland - Chalawy - Charlub Hauland - Chrzonstowo - Chrzonstowo Hauland - Chwalkowo - Czmon - Czolowo - Dachowo - Daszewice I - Dembiec - Dolzig, Stadt - Dombrowo - Dombrowo Hauland - Dreirädermühle - Drzonek - Dziecmierowo - Emchen | - Esterpole - Gaj bei Blociszewo - Gawrony - Gogolewo - Gogolewo Hauland - Gondek - Gora - Gorka - Grzybno - Hirschdorf - Hohensee - Ilowiec - Jaroslawki - Kaleje - Kampratsdorf - Kielczyn - Kielczyn Hauland - Kolacin - Konarskie bei Bnin - Konarskie Hauland - Königlich Lubiatowo - Krajkowo - Kromolice - Krosno - Krosno Hauland - Krzyzanowo - Kunowo - Kurnik, Stadt - Lipowka - Lucin - Ludwigsdorf - Lugi - Malachowo - Marianowo | - Maslowo - Mechlin - Melpin - Mieczewo - Miedzychod - Moschin, Stadt - Mszczyczyn - Murka - Neugrund - Neuhauland - Nieslabin - Niwka - Nochowo - Nowiec - Orkowo - Ostrowo bei Schrimm - Pelczyn - Petzen Hauland - Pierschno - Podrzekta - Pozegowo - Prusinowo - Pucolowo - Puszczykowo - Pyszonca - Radoszkowo - Robakowo - Rogalin - Rogalinek - Runowo - Russocin - Sachsenfelde - Schönthal - Schrimm, Stadt | - Seeweiler - Skrzynki - Sosnowiec - Sowiniec Hauland - Sroczewo Hauland - Steindorf - Studzianna - Sucharzewo - Sulejewo - Swionczyn Hauland - Swiontnik - Szczodrochowo - Szczytnik - Szymanowo - Trombinek - Tworzymirki - Unterberg - Waldau - Weißensee - Wieszczyczyn - Wirginowo - Wlosciejewki - Wlosciejewki Hauland - Xienginki - Xions, Stadt - Xionsek - Zabno - Zabno Hauland - Zaborowo - Zakrzewo Hauland - Zawory - Zbrudzewo - Zwolno Hauland |

Bis auf wenige Ausnahmen galten nach 1815 die polnischen Ortsnamen weiter, zu Beginn des 20. Jahrhunderts wurden mehrere Ortsnamen eingedeutscht.

## Der Landkreis Schrimm im besetzten Polen (1939–1945)

### Geschichte

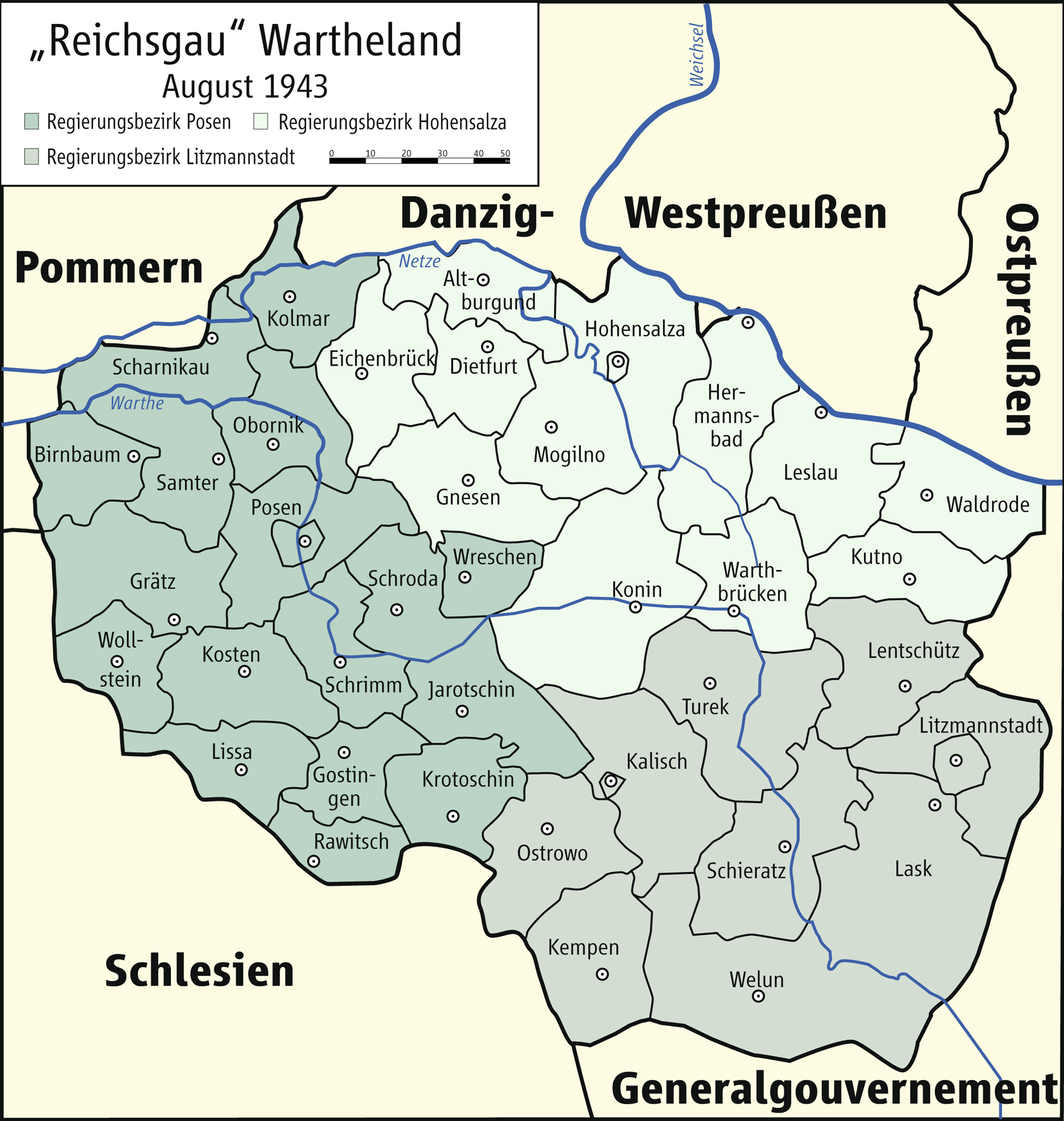
Regierungsbezirke und Kreise im Reichsgau Wartheland

Im Zweiten Weltkrieg bildeten die deutschen Besatzungsbehörden den Landkreis Schrimm. Die am 26. Oktober 1939 vollzogene Annexion des Gebietes durch das Deutsche Reich war als einseitiger Akt der Gewalt völkerrechtlich aber unwirksam. Die jüdischen Einwohner wurden im Zweiten Weltkrieg von den deutschen Besatzungsbehörden ermordet. Mit dem Einmarsch der Roten Armee im Januar 1945 endete die deutsche Besetzung.

### Landkommissar
1939–999900Alfred Klostermann (1919–1945)

### Landräte
1939–194000Alfred Klostermann
1940–999900Ludwig Zerbst (* 1906) (vertretungsweise)
1940–194100Mittendorf
1941–194500Ludwig Zerbst (vertretungsweise)

### Kommunale Gliederung
Während der deutschen Besetzung erhielten nur 1942 Schrimm und 1943 Moschin die Stadtrechte laut Deutscher Gemeindeordnung von 1935, die übrigen Gemeinden wurden in Amtsbezirken zusammengefasst.

### Ortsnamen
Während der deutschen Besetzung wurden durch unveröffentlichten Erlass vom 29. Dezember 1939 zunächst die 1918 gültigen Ortsnamen übernommen, es erfolgten aber bald "wilde" Eindeutschungen durch die lokalen Besatzungsbehörden. Am 18. Mai 1943 erhielten alle Orte mit einer Post- oder Bahnstation deutsche Namen, dabei handelte es sich meist um lautliche Angleichungen, Übersetzungen oder freie Erfindungen.
Größere Gemeinden im Landkreis Schrimm:
| polnischer Name     | deutscher Name (1815–1919)   | deutscher Name (1939–1945)                                         |
| ------------------- | ---------------------------- | ------------------------------------------------------------------ |
| Bnin                | Bnin                         | Seebrück                                                           |
| Brodnica            | Brodnica                     | 1939–1943 Hochkirch 1943–1945 Brodenkirch                          |
| Chwałkowo Kościelne | Chwalkowo                    | 1939–1943 Neudorf 1943–1945 Walkau                                 |
| Dachowa             | Dachowo                      | Dachenau                                                           |
| Daszewice           | Daszewice I                  | Neu Steineck                                                       |
| Dolsk               | Dolzig                       | Dolzig                                                             |
| Kamionki            | Kamionek 1875–1919 Steindorf | Steindorf                                                          |
| Kórnik              | Kurnik                       | Burgstadt                                                          |
| Książ Wielkopolski  | Xions                        | 1939–1943 Tiefenbach 1943–1945 Schonz                              |
| Kunowo              | Kunowo 1901–1919 Kunthal     | 1939–1943 Kunthal 1943–1945 Kuntal (1939–1945 zum Kreis Gostingen) |
| Mchy                | Emchen                       | Emchen                                                             |
| Mosina              | Moschin                      | Moschin                                                            |
| Nochowo             | Nochowo                      | Nochau                                                             |
| Pecna               | Petzen Hauland               | 1939–1943 Petzen Hauland 1943–1945 Petzenhauland                   |
| Puszczykowo         | Alt Puszczykowo              | seit 1940 Oberberg (1939–1945 zum Kreis Posen)                     |
| Pysząca             | Pyszonca                     | 1939–1943 Tonfelde 1943–1945 Sansberg                              |
| Radzewo             | Radzewo                      | Radtstett                                                          |
| Rogalinek           | Rogalinek                    | Warthebrück                                                        |
| Śrem                | Schrimm                      | Schrimm                                                            |
| Zbrudzewo           | Zbrudzewo                    | Oberau                                                             |